# 미세조정 우주
미세조정 우주(微細調整宇宙, fine-tuned Universe)란, 우주에 생명이 존재하기 위해서는 특정 물리학의 기본상수들이 매우 좁은 범위 내에 존재하며, 여러 기본상수들이 조금이라도 지금의 값과 달랐다면 우주는 물질을 만들어내거나, 천체 구조를 발달시키거나, 다양한 원자가 존재하거나, 현재 우리가 생각하는 개념의 생명이 존재하기 어려울 것이라는 입장이다. 이 입장은 물리학에 연관된 형이상학적 입장이므로 과학자들보다는 철학자들, 신학자들, 특히 창조주의자나 지적설계론자들 사이에서 폭넓게 다루어지고 있다.
물리학자 폴 데이비스는 “현재 물리학자들과 우주론학자 사이에서는 우주가 생명에 대하여(in several respects) ‘미세조정’되었다는 광범위한 합의가 존재한다”고 단언했다. 하지만 덧붙이길, “하지만 이 결론은 우주가 생명을 위하여(for) 미세조정되었다는 것을 의미하지 않는다. 오히려 생명이 필요로 하는 구성 요소와 환경을 위하여 미세조정되었다고 보아야 한다.” 또한 데이비스는 “인간 추론은 생명이 존재할 수 있되 그 존재가 매우 미미한 생물친화적 우주(biophilic universe)와 생물발생이 빈번하여 생명이 흥성하는 최적 생물친화적 우주(optimally biophilic universe)를 구분하는 데 실패했다”고 언급했다. 설득력 있는 증거를 찾는 과학자들 사이에서도 다양한 자연주의적 설명이 제안되었는데, 다중우주론이 수반된 인간 중심 원리도 그 중 하나이다.

## 비판
미세조정 우주는 검증과 반증이 불가능한 철학적 또는 형이상학적 확인된 논증이다. 물리학자 빅터 스텡거는 미세조정 우주론에 대해 생명이 탄소에 기반한 유기체로만 존재할 수 있다는 증명되지 않은 가설에 기반하였으며, 아직 과학적으로 밝혀지지 않은 문제를 신에 의한 것이라고 가정하는 무지에의 호소를 이용한 틈새의 신 논증에 불과하다고 비판하였다.
또한 이는 지나친 인간중심주의로 인해 "미세조정"의 주체와 객체를 거꾸로 착각한 것이라고 할 수 있다. 즉, 생명 탄생을 위해 우주가 미세조정된 것이 아니라 그 반대로 미리부터 존재하고 있던 우주에 의해 미세조정되어 생명이 탄생한 것이라고 할 수 있다. 진화생물학자 리처드 도킨스는 이에 대한 예로써 더글러스 애덤스의 "물웅덩이의 생각"을 제시했다.

물웅덩이가 아침에 깨어나서 이렇게 생각하는 것을 상상해 보자. '참 내게 맞는 재밌는 세상, 내게 맞는 재밌는 구멍이야. 아주 편안하게 내게 딱 맞지 않아? 사실, 내게 딱 들어맞게 존재하는 바닥의 이 구멍은 내가 여기 있도록 만들어져 있는게 틀림없어!' 이윽고 태양이 하늘에 떠올라 공기가 뎁혀지면서 그 웅덩이가 점점 작아지지만, 그 웅덩이는 아직도 이 세상은 자신이 그 구멍에 고여 있도록 만들어져 있기 때문에 모든 것이 잘 될 것이라는 생각을 놓지 못한다. 그 웅덩이는 자신이 사라지는 순간에야 깜짝 놀라게 될 것이다. 나는 이런 생각을 경계해야 한다고 본다.

## 같이 보기
- 지적설계
- 창조설
- 유사과학